# Arado Ar 67
De Arado Ar 67 was een Duits eenpersoons dubbeldekker jachtvliegtuig dat in 1933 tegelijk met de Arado Ar 68 ontwikkeld werd. 
Hoewel de Arado Ar 67 lichter was dan zijn voorgangers, was de Arado Ar 68 beter. De ontwikkeling van de  Arado Ar 67 werd gestopt en er is uiteindelijk maar één prototype gemaakt.